# Tanacetopsis
 Tanacetopsis    (Tzvelev) Kovalevsk., 1962 è un genere di piante angiosperme dicotiledoni della famiglia delle Asteraceae, sottofamiglia Asteroideae, tribù Anthemideae (Asian-southern African grade) e sottotribù Handeliinae.

## Etimologia
Il nome del genere deriva dal nome del genere Tanacetum e significa "simile al Tanaceto".
Il nome scientifico del genere è stato definito dai botanici Nikolai Nikolaievich Tzvelev (1925-2015) e Svetlana Sigizmundovna Kovalevskaja (1929-1987) nella pubblicazione " Fl. Uzbekist. vi. 138, in adnot. " del 1962. .

## Descrizione
Portamento. Le specie di questo genere sono perenni, con habitus sia erbaceo che di tipo subarbustivo. L'indumento è formato da peli basifissi che medifissi.
Fusto. La parte aerea in genere è eretta, semplice o ramosa. 
Foglie. Le foglie sono disposte in modo alternato. La lamina è del tipo 1-4-pennatosetta.
Infiorescenza. Le sinflorescenze comprendono sia capolini solitari che 2 - 40 raggruppati in corimbi più o meno densi. Le infiorescenze vere e proprie sono composte da un capolino terminale di tipo discoide. La struttura dei capolini è quella tipica delle Asteraceae: un peduncolo sorregge un involucro, con forme emisferiche, composto da diverse brattee, al cui interno un ricettacolo fa da base ai fiori di due tipi: fiori del raggio (qui assenti) e fiori del disco. Le brattee, a consistenza erbacea (scariose sui margini), sono disposte in modo più o meno embricato su più serie (da 2 a 3). Il ricettacolo, glabro o sparsamente peloso, è emisferico e privo di pagliette a protezione della base dei fiori. 
Fiori.  I fiori sono tetra-ciclici (formati cioè da 4 verticilli: calice – corolla – androceo – gineceo) e pentameri (calice e corolla formati da 5 elementi). Si distinguono in:
- fiori del raggio (esterni): sono assenti;
- fiori del disco (centrali): sono più numerosi con forme brevemente tubulose (attinomorfe); sono ermafroditi fertili.

- Formula fiorale:

*/x K {\displaystyle \infty }, [C (5), A (5)], G 2 (infero), achenio
- Calice: i sepali del calice sono ridotti ad una coroncina di squame.

- Corolla: le corolla, glabre o pelose, sono tubolari terminanti con 5 lobi. I colori sono giallo o varietà di giallo.

- Androceo: l'androceo è formato da 5 stami (alternati ai lobi della corolla) sorretti da filamenti generalmente liberi (con collari larghi/snelli); gli stami sono connati e formano un manicotto circondante lo stilo. Il tessuto endoteciale (rivestimento interno dell'antera) è quasi sempre non polarizzato. Il polline è sferico con un diametro medio di circa 25 micron; è tricolporato (con tre aperture sia di tipo a fessura che tipo isodiametrica o poro) ed è echinato (con punte sporgenti).

- Gineceo: l'ovario è infero uniloculare formato da 2 carpelli. Lo stilo (il recettore del polline) è profondamente bifido (con due stigmi divergenti) e con le linee stigmatiche marginali separate o contigue. I due bracci dello stilo hanno una forma troncata e possono essere papillosi o ricoperti da ciuffi di peli.

Frutti. I frutti sono degli acheni con pappo (a volte il pappo può mancare). La forma degli acheni è ob-conica con sezione trasversale circolare. I fianchi sono percorsi da 5 - 7 coste longitudinali. L'apice degli acheni ha una coroncina obliqua formata da scaglie libere o basalmente connate (pseudopappo). Il pericarpo, glabro, può avere delle cellule mucillaginifere (le sacche resinose sono sempre assenti).

## Biologia
Impollinazione: l'impollinazione avviene tramite insetti (impollinazione entomogama tramite farfalle diurne e notturne).

Riproduzione: la fecondazione avviene fondamentalmente tramite l'impollinazione dei fiori (vedi sopra).

Dispersione: i semi (gli acheni) cadendo a terra sono successivamente dispersi soprattutto da insetti tipo formiche (disseminazione mirmecoria). In questo tipo di piante avviene anche un altro tipo di dispersione: zoocoria. Infatti gli uncini delle brattee dell'involucro (se presenti) si agganciano ai peli degli animali di passaggio disperdendo così anche su lunghe distanze i semi della pianta. Inoltre per merito del pappo (se presente) il vento può trasportare i semi anche a distanza di alcuni chilometri (disseminazione anemocora).

## Distribuzione e habitat
Le specie di questo genere sono distribuite in Asia centro-occidentale.

## Sistematica
La famiglia di appartenenza di questa voce (Asteraceae o Compositae, nomen conservandum) probabilmente originaria del Sud America, è la più numerosa del mondo vegetale, comprende oltre 23.000 specie distribuite su 1.535 generi, oppure 22.750 specie e 1.530 generi secondo altre fonti (una delle checklist più aggiornata elenca fino a 1.679 generi). La famiglia attualmente (2021) è divisa in 16 sottofamiglie; la sottofamiglia Asteroideae è una di queste e rappresenta l'evoluzione più recente di tutta la famiglia.

### Filogenesi
Il gruppo di questa voce è descritto nella tribù Anthemideae, una delle 21 tribù della sottofamiglia Asteroideae). In base alle ultime ricerche nella tribù sono stati individuati (provvisoriamente) 4 principali lignaggi (o cladi): "Southern hemisphere grade", "Asian-southern African grade", "Eurasian grade" e "Mediterranean clade". Il genere  Tanacetopsis (insieme alla sottotribù Handeliinae) è incluso nel clade Asian-southern African grade..
Storicamente nella struttura interna della sottotribù si individuano due gruppi principali: (1) "Handelia Group" e (2) Cancrinia Group; il genere della specie di questa voce fa parte del "Handelia Group". In questo gruppo si individuano alcuni caratteri costanti come gli steli piuttosto spessi e basalmente villosi, un midollo morbido e foglie fortemente sezionate con lobi filiformi.
I caratteri distintivi del genere sono:
- i capolini raggruppati in densi o lassi corimbi, raramente sono solitari;
- l'involucro ha delle forme emisferiche con le brattee disposte su 2 - 3 file;
- l'apice degli acheni ha una coroncina obliqua formata da scaglie libere o basalmente connate.

### Elenco delle specie
Questo genere ha 24 specie:
- Tanacetopsis afghanica (Gilli) K.Bremer & Humphries
- Tanacetopsis botschantzevii (Kovalevsk.) Kovalevsk.
- Tanacetopsis czukavinae Kovalevsk. & Junussov
- Tanacetopsis doabensis (Podlech) Kovalevsk.
- Tanacetopsis eriobasis (Rech.f.) Kovalevsk.
- Tanacetopsis ferganensis (Kovalevsk.) Kovalevsk.
- Tanacetopsis freitagii (Podlech) Kovalevsk.
- Tanacetopsis goloskokovii (Poljakov) Karmysch.
- Tanacetopsis handeliiformis Kovalevsk.
- Tanacetopsis hedgei (Podlech) Kovalevsk.
- Tanacetopsis kamelinii Kovalevsk.
- Tanacetopsis karataviensis (Kovalevsk.) Kovalevsk.
- Tacetopsis korovinii Kovalevsk.
- Tanacetopsis krascheninnikovii (Nevski) Kovalevsk.
- Tanacetopsis mucronata (Regel & Schmalh.) Kovalevsk.
- Tanacetopsis pamiralaica (Kovalevsk.) Kovalevsk.
- Tanacetopsis pjataevae (Kovalevsk.) Karmysch.
- Tanacetopsis popovii Kamelin & Kovalevsk.
- Tanacetopsis santoana (Krasch., Popov & Vved.) Kovalevsk.
- Tanacetopsis setacea (Regel & Schmalh.) Kovalevsk.
- Tanacetopsis submarginata (Kovalevsk.) Kovalevsk.
- Tanacetopsis subsimilis (Rech.f.) Kovalevsk.
- Tanacetopsis tripinnatifida (Oliv.) Kovalevsk.
- Tanacetopsis urgutensis (Popov ex Tzvelev) Kovalevsk.